# نیک لچی
نیک لچی (انگلیسی: Nick Lachey؛ زادهٔ ۹ نوامبر ۱۹۷۳) موسیقی‌دان اهل ایالات متحده آمریکا است.
از فیلم‌ها یا برنامه‌های تلویزیونی که وی در آن نقش داشته‌است می‌توان به هاوایی فایو-زیرو، افسونگر و ظهور اشاره کرد.